# Abbaye de Saint-Julien (Tours)
Pour les articles homonymes, voir Église Saint-Julien.
L'abbaye Saint-Julien de Tours dans le Vieux-Tours en France, est une ancienne abbaye bénédictine dont l'origine remonte au VIe siècle.
Les bâtiments actuels datent du Xe siècle au XVIe siècle ; ils sont tous l’objet d’un classement ou d'une inscription au titre des monuments historiques.

## Localisation
Les terrains de l'abbaye s'inscrivaient dans un périmètre circonscrit par la rue Colbert au sud, la rue Voltaire à l'est et les bords de Loire au nord ; côté ouest, ils s'étendaient au-delà de la rue Nationale (ex rue Royale).

## Fondation de l'abbaye
Au début du VIe siècle, les troupes wisigothes se sont lancées, depuis l’Espagne, à l’assaut des provinces de la Gaule, désorganisées après la disparition de l’Empire romain vingt-cinq ans plus tôt. Au printemps 507, Clovis Ier remporte à Vouillé, au nord-ouest de Poitiers, une victoire décisive : le roi wisigoth Alaric II est tué au combat, son armée écrasée et les Wisigoths sont refoulés au-delà des Pyrénées.
Clovis, chrétien depuis son baptême à Reims, peut-être en 499, vient, en 508, se recueillir à Tours dans la basilique Saint-Martin pour lui rendre grâce de sa victoire ; il y reçoit les insignes de consul ; il décide, à cette occasion, de faire construire un petit oratoire dédié à Notre-Dame, à mi-chemin entre la cathédrale de Tours et la basilique Saint-Martin, en bordure de l’antique chemin qui longe la rive gauche de la Loire (c’est aujourd’hui, entre autres, la rue Colbert). Ce chemin assure en outre la liaison entre les deux grands sites martiniens de Touraine : la basilique où est inhumé Martin, sur la rive gauche de la Loire et Marmoutier, le monastère qu'il a fondé, quelques kilomètres en amont sur la rive droite ; les pèlerins qui viennent à la basilique de Saint-Martin s’arrêtent donc pour prier à l’oratoire de Notre-Dame, construit dans une zone qui ne paraît plus urbanisée depuis la fin du IIe siècle ; elle semble alors être dévolue à l’agriculture. Grégoire de Tours, curieusement, lorsqu’il relate la visite de Clovis à Tours, passe sous silence la fondation de l'oratoire.

## Histoire de l'abbaye

### Grégoire de Tours; l'abbaye bénédictine

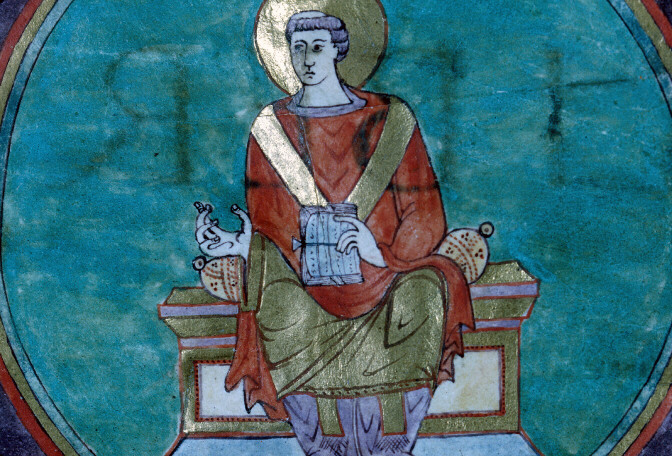
Grégoire de Tours (Sacramentaire de Marmoutier, v. 850)

Voilà le noyau autour duquel se créera la future abbaye Saint-Julien. En effet, au fil des décennies, des moines ou des ascètes venus d’Auvergne s’installent dans des cellules qu’ils ont construites autour de l’oratoire Notre-Dame. Au début de son épiscopat, c’est-à-dire vers 575, Grégoire de Tours, lui-même d'origine auvergnate, confie à ces moines des reliques de saint Julien qu’il a rapportées de Brioude et impose à la congrégation la règle de saint Benoît : l’abbaye bénédictine de Saint-Julien de Tours est née.
On est mal renseigné sur les évènements qui occupent les trois siècles suivants (les sources écrites de cette époque sont exceptionnelles) mais, en 853, l’abbaye est détruite par les Normands au cours de l’un des raids qu’ils ont menés contre Tours en remontant la Loire, et au cours duquel ils ont aussi pillé Marmoutier.

### Théotolon; l'abbaye carolingienne

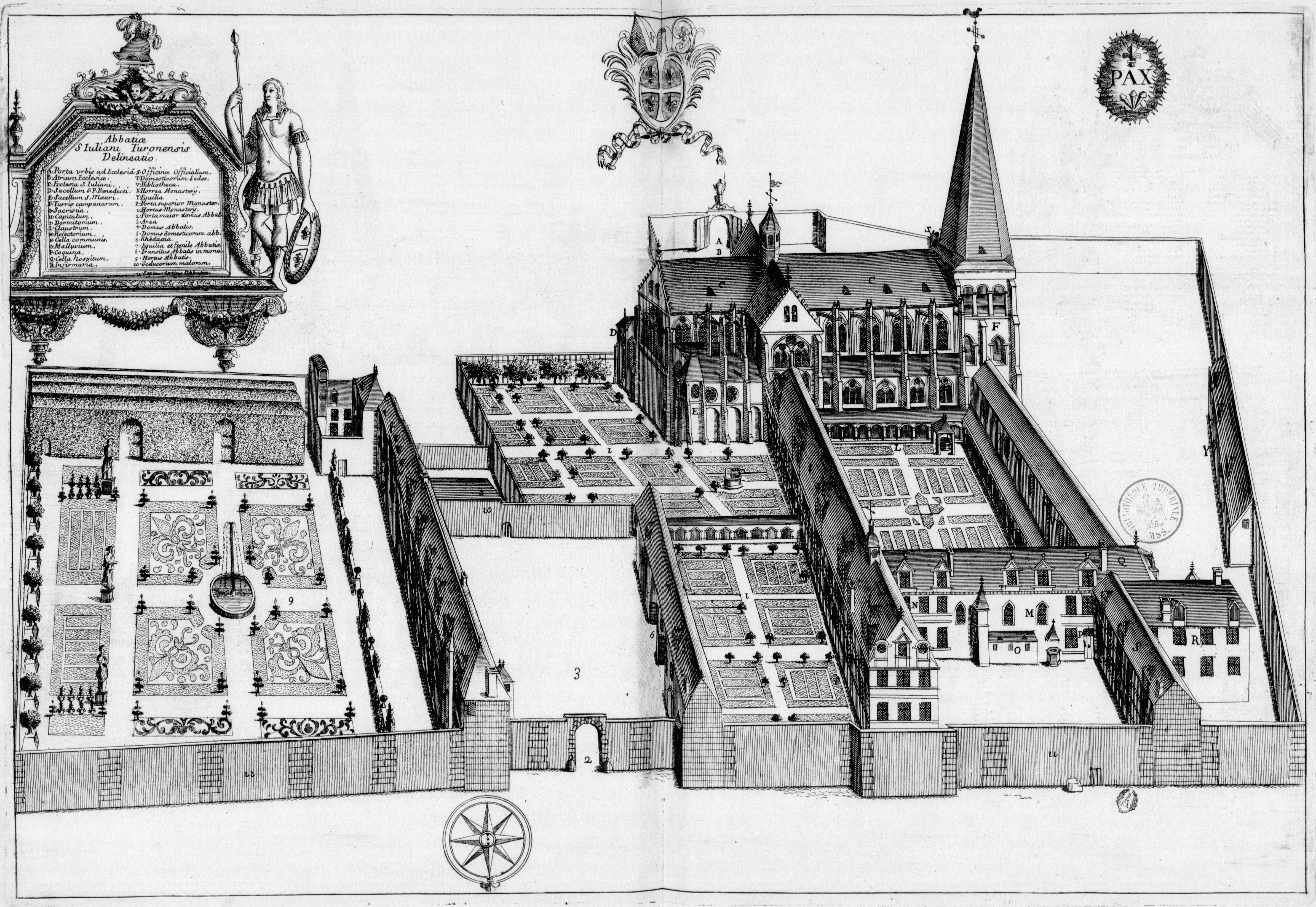
Planche gravée du XVIIe siècle représentant l'abbaye Saint-Julien, dans le livre Monasticon Gallicanum.

Quelle fut l’importance des dégâts causés par les raids normands ? l’abbaye fut-elle totalement détruite ou simplement saccagée ? les moines se sont-ils dispersés ou bien ont-ils pu rester sur place ? On n’a aucune certitude à ce sujet ; les archives sont muettes.
Toujours est-il que Théotolon, archevêque de Tours depuis 931, entreprend, vers 940, de redynamiser l’abbaye sur le plan spirituel comme temporel. Il fait notamment construire la première église abbatiale, qui sera consacrée en 943 sous le double vocable de « Notre-Dame et Saint-Julien » ; il subsiste quelques vestiges de cette église dans les fondations des édifices postérieurs ainsi que dans le mur nord du transept. Pour diriger l’abbaye, Théotolon fait appel à son ami Odon, un moine peut-être originaire du Val de Loire mais qui est alors abbé de Cluny ; il sera le premier abbé de Saint-Julien. Théotolon peut également s’appuyer sur ses propres richesses ainsi que celles de sa sœur Gersinde, notamment par le biais de plusieurs fiefs légués à l’abbaye. Il semble que Théotolon procède à de nombreux échanges de terrains pour regrouper au maximum, autour de Saint-Julien, les possessions de l’abbaye ; il s’agit surtout de terres agricoles (terres arables et vignes) qui visent à assurer l’autosuffisance des moines de l’abbaye. D’autres terrains, propriétés des moines de Saint-Julien, se trouvent dans le suburbium de Saint-Martin, entre l’enceinte de Châteauneuf et la Loire ; y sont installés les laïcs au service des moines de Saint-Julien. Une telle disposition peut s’expliquer : Théotolon, avant d’être archevêque de Tours, était l’un des fondateurs de l’abbaye de Cluny ; auparavant encore, il avait été doyen de Saint-Martin et, à ce titre, il avait déjà engagé des opérations foncières au nord de sa collégiale ; il n’est donc pas surprenant qu’il les ait poursuivies dans le même secteur, au bénéfice cette fois des moines de Saint-Julien.
Vers la même époque, l’abbaye de Saint-Julien bénéficie du privilège d’exemption (de l’impôt) et échappe à la justice du comte.
Odon (mort en 943), Théotolon (mort en 947) et Gersinde seront enterrés dans l’église abbatiale de Saint-Julien ; les sépultures d’Odon et de Théotolon seront identifiées lors de travaux au XIXe siècle au niveau du chœur de l’église actuelle. Que Théotolon ait choisi de se faire inhumer dans l’abbatiale de Saint-Julien, alors que les autres évêques de Tours avaient très majoritairement choisi la basilique Saint-Martin, est révélateur de son attachement envers l’abbaye Saint-Julien.
En 996 l’abbé Bernard « fait construire une tour », dit la chronique, sans plus de précision. On ne sait pas s’il s’agit d’une tour indépendante dans le périmètre de l’abbaye, peut-être une tour de défense, ou d’une tour rajoutée à l’église carolingienne, cette dernière hypothèse étant la plus probable, même en l’absence de vestiges archéologiques. On ignore également quels sont les bâtiments existants à cette époque (excepté un cellier et une « cantine »), la superficie occupée par l’abbaye ainsi que le nombre de moines qui y vivent.
Par contre, on sait que l’abbé Gausbert (par ailleurs fondateur de l’abbaye de Bourgueil), successeur de Bernard, encourage chez les moines de Saint-Julien la pratique des arts : orfèvrerie, philosophie, enluminure, belles-lettres.

### L'abbaye romane
Au tout-début du XIe siècle, l’abbaye est minée par des conflits internes ; Arnoul, archevêque de Tours, veut imposer son père à la tête de l’abbaye, contre l’avis des moines qui obtiendront gain de cause en 1028. Pendant toute cette querelle, l’abbaye souffre. Ceci amènera Richer, le nouvel abbé, à reconstruire les bâtiments du monastère entre 1031 et 1052.

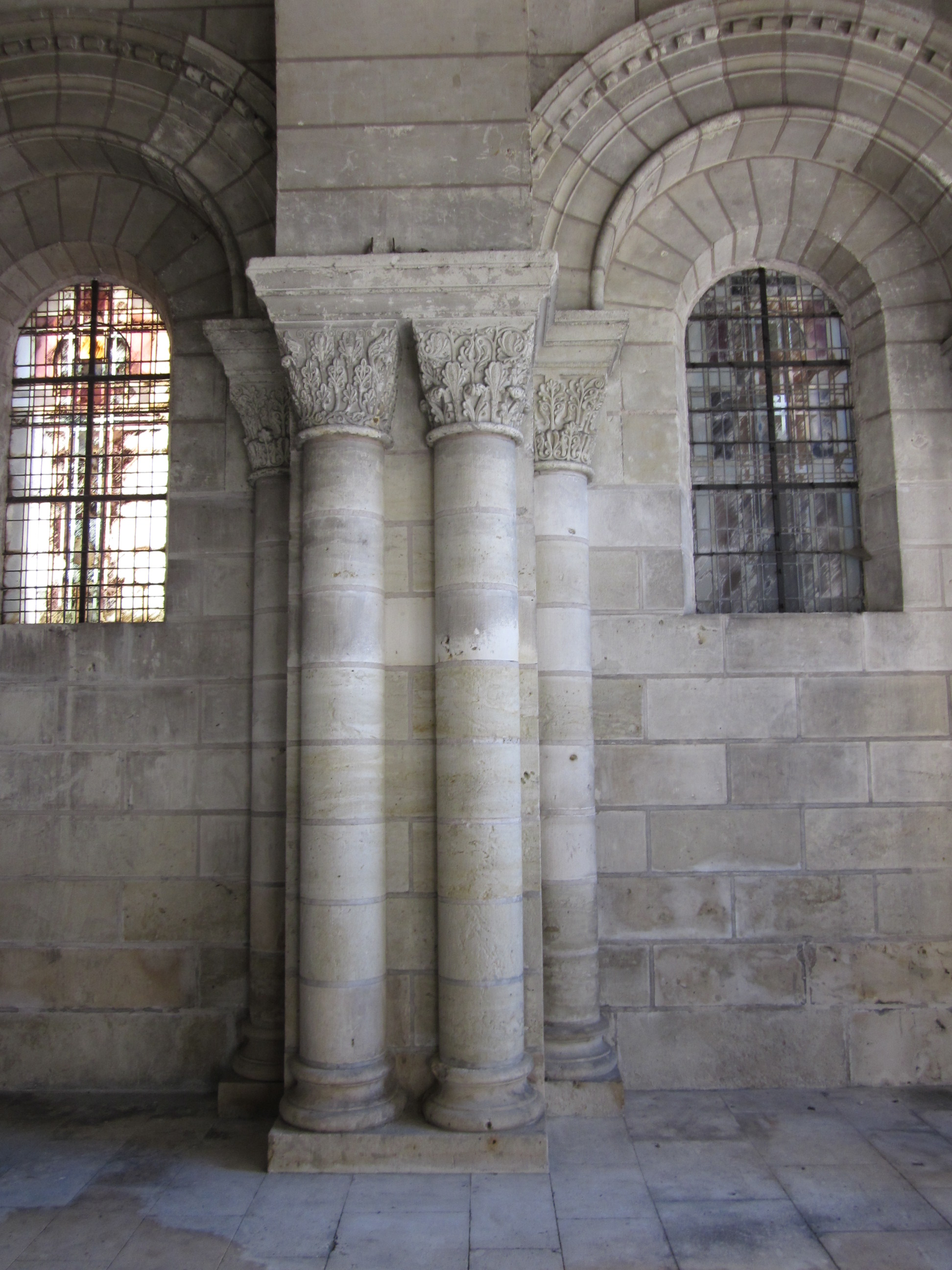
Le porche de la tour

À la même époque, la Touraine vit une période troublée, marquée par la rivalité et les guerres que se livrent les maisons de Blois et d’Anjou. En 1043, Geoffroy Martel, comte d'Anjou et de Vendôme, assiège Tours, alors possession d’Eudes II, comte de Blois. Pour cela, il utilise l’abbaye de Saint-Julien comme « camp de base » 18 mois durant, ce qui cause d’importants dégâts aux bâtiments, rendant encore plus urgentes les reconstructions de Richer.
Dans la seconde moitié du XIe siècle, l’abbé Gerbert procède à une reconstruction totale de l’église abbatiale en style roman. Le clocher-porche qui permet d’accéder à l’église actuelle date très certainement de cette phase de reconstruction, de même que la salle capitulaire à l’est du cloître. On ignore par contre si le porche occupant le rez-de-chaussée du clocher était, dès sa construction, largement ouvert, sur un ou plusieurs côtés, ou si la disposition que l’on observe aujourd’hui est le résultat d’une modification ultérieure. Les restaurations qui se sont succédé ont effacé toute trace de l’entrée d’origine. La nouvelle église est consacrée en 1084, sous les auspices de l’archevêque Raoul de Langeais ; elle est dédiée à « notre Dame, saint Julien et tous les saints ».
Vers le même époque, alors que l’urbanisation de Tours reprend progressivement dans la ville, secteur après secteur, l’abbaye vend opportunément des terrains à bâtir qui sont éloignés de son enclos ; cette démarche, également observée à Saint-Martin, permet à l’abbaye de Saint-Julien d’augmenter ses richesses pécuniaires et de financer plus facilement la reconstruction de l’abbatiale ; pour autant, elle demeure un important propriétaire foncier à Tours. Elle convoite également les terrains gagnés sur la Loire dont la rive gauche s’est retirée vers le nord, et c’est la source de nombreux conflits avec Saint-Martin que ces terrains intéressent aussi.
À l’aube du XIIe siècle, c’est la période faste pour l’abbaye, qui assoit son autorité sur de nombreux fiefs situés principalement dans la moitié nord de la Touraine ainsi que dans la vallée du Cher. Le rayonnement de l’abbaye est tel que Saint-Julien « exporte » ses moines vers d’autres abbayes comme Bourgueil ou Saint-Pierre de la Couture au Mans.

### L'abbaye gothique
En 1224, dans la nuit de la saint Matthias (24 février), une violente tempête s’abat sur Tours. On ne connaît pas les dégâts qu’elle cause aux bâtiments monastiques, mais on sait que l’abbatiale est détruite, à l’exception du clocher, qui a résisté. La reconstruction de l’église s’impose une nouvelle fois.
Le temps de lever les fonds nécessaires, la nouvelle nef de l’abbatiale, construite en style gothique, est mise en chantier en 1243 par l’abbé Évrard et, après une pause due à la septième croisade (1248-1254), terminée en 1259 sous l’abbatiat de Jean. Elle se raccorde à l’ouest à la tour romane survivante. De nombreuses représentations tardives (comme celle du Monasticon Gallicanum) montrent une flèche de pierre couronnant la tour. Cette disposition est-elle réelle ou idéalisée ? Aucune source ne mentionne la disparition de cette flèche, comme tant d’autres à la Révolution par exemple, et les dispositifs architecturaux actuels ne permettent pas de statuer.
L’église affecte, dès cette époque, la forme générale qu’on lui connaît aujourd’hui : une tour-porche donnant accès à une nef flanquée de collatéraux simples, un transept pourvu d’une seule travée à l’extérieur des collatéraux de la nef, puis un chœur à quatre collatéraux, de même largeur que le transept, le chœur étant terminé par un chevet plat. Cette dernière disposition n’est pas clairement expliquée ; peut-être un bâtiment existant à l’est de l’église l’empêchait de s’étendre dans cette direction par un chevet absidial classique. Vers 1300, le chevet est repris avec adjonction de deux absidioles en prolongement des collatéraux externes du chœur.
C’est alors l’âge d’or pour l’abbaye délimitée, à l’est jusqu’à la rue Voltaire (ce sont le logis abbatial et ses jardins), au sud par la Grande-Rue (rue Colbert) et au nord par la rive de la Loire (à hauteur de la rue Benjamin-Constant) ; à l’ouest, les jardins de l’abbaye s’étendent bien au-delà de la rue Nationale ; l’entrée se fait par un portail donnant sur la Grande-Rue à la hauteur de celui ouvert dans le collatéral sud de la nef. La présence, entre les deux pôles de la cité, de l’abbaye ainsi que des terrains lui appartenant sera pour plusieurs siècles un obstacle à l’urbanisation dans ce secteur, ce qui est encore visible, même sur un plan actuel, dans le tracé des rues. 

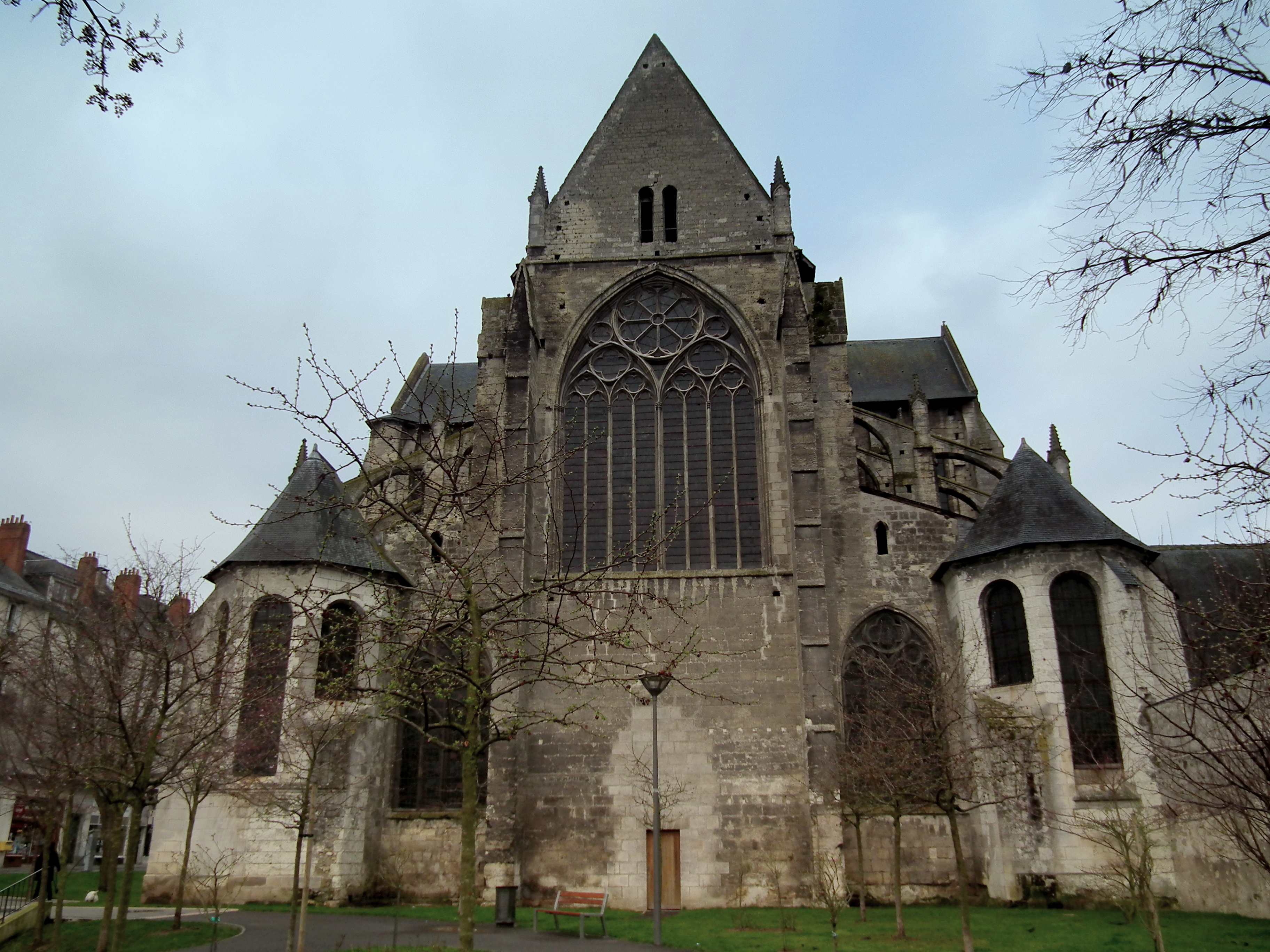
Chevet de l'abbatiale.

Il apparaît également que, dans ces conditions, les abbayes déjà établies voient d’un mauvais œil l’arrivée de nouvelles communautés ; c’est ainsi qu’en 1323, les religieux de Saint-Julien, de Saint-Pierre-le-Puellier comme ceux de Saint-Martin s’opposent d’une même voix à l’installation du couvent des Carmes ; cette opposition sera toutefois infructueuse.
Cette situation de richesse ne dure malheureusement pas. Dès le début du XIVe siècle, dans un contexte d’appauvrissement global de l’Église, le nombre des moines commence à diminuer. C’est le tournant dans la vie de Saint-Julien. À partir de 1389, l’abbaye prête son cloître pour que s’y tiennent les élections annuelles de deux des responsables chargés de la gestion de la jeune ville de Tours (le corps de ville est créé en 1385) : l’un pour la Cité, l’autre pour Châteauneuf.
En 1540, il n’y a plus d’abbés réguliers à Saint-Julien. Ils sont remplacés par les abbés commendataires qui, ne résidant pas sur place, ne peuvent faire respecter la discipline dans les abbayes et, de fait, la règle bénédictine est de moins en moins observée à Saint-Julien ; bien souvent d’ailleurs, les abbés commendataires étaient plus intéressés par les revenus qu’ils pouvaient tirer de leur fonction que par la vie de l’abbaye placée sous leur responsabilité.
Pourtant, entre 1530 et 1540, les deux absidioles du chœur sont reconstruites. L’architecture de l’abbatiale ne changera plus jusqu’à nos jours.

### Des guerres de religion à la Révolution

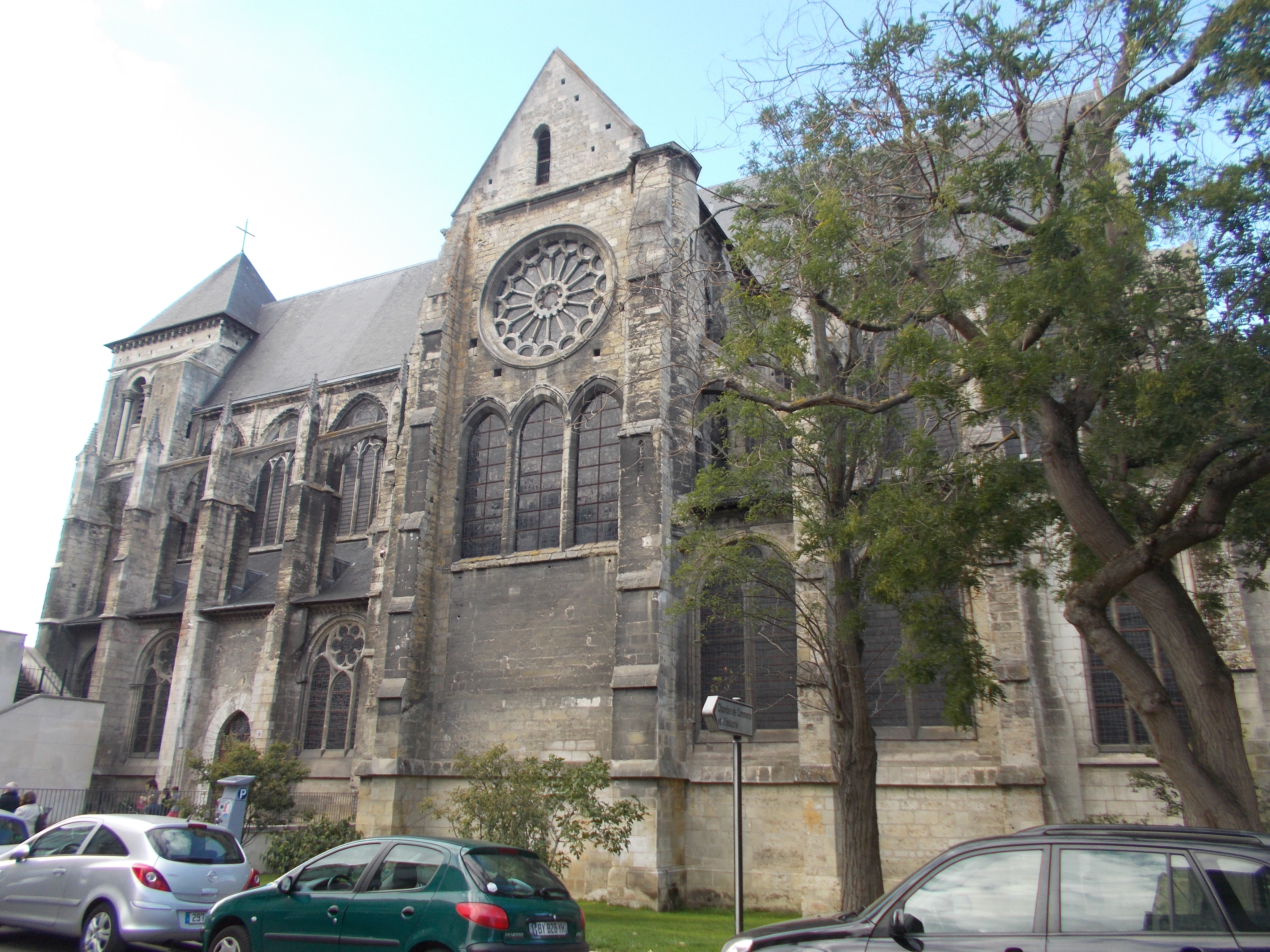
Façade sud de l'abbaye.

En avril 1562, l’abbaye de Saint-Julien, comme les autres couvents et églises de Tours, est pillée par les Huguenots. On ne connaît pas avec précision l’importance des déprédations, mais il semble que les bâtiments aient relativement peu souffert, même si l’abbé Charles Do entreprit, en 1584, des travaux de réparation.
Entre 1589 et 1594 (fin du règne d’Henri III et début du règne d’Henri IV), les séances du Parlement de France se déroulent dans la salle capitulaire. À cette époque, la Touraine était presque la seule province française qui reconnaisse pleinement l’autorité du roi face aux Ligueurs. Cette nouvelle intrusion de la vie civile au sein de l’abbaye ne contribue pas à renforcer le prestige spirituel de Saint-Julien.
En 1637, changement de régime. À la demande de l’abbé Georges Catinat, les mauristes reprennent en main les destinées de l’abbaye ; ils ramènent la discipline, font à nouveau respecter la règle de Saint-Benoît et « repeuplent » l’abbaye de plusieurs moines issus de leur communauté, mais le sursaut est temporaire. La même année, un violent ouragan détruit totalement le petit cloître de l’abbaye ; il ne sera jamais reconstruit.
À l’orée du XVIIIe siècle, l’abbaye de Saint-Julien compte environ 20 moines.
En 1735 meurt l’abbé Léonard de la Croix ; ce sera le 67e et dernier abbé en titre de Saint-Julien. À compter de cette date, l’abbaye est rattachée au chapitre de Tours et administrée par un prieur. Son déclin est inexorable, chaque évènement s’accompagnant du départ de quelques moines. Vers 1760, le logis abbatial, dès lors inoccupé, est mis à disposition du Gouverneur de la Touraine. Dans le même temps, l’abbaye se sépare de nombreux terrains situés à l’est de son enclos, notamment des jardins.
En 1763, l’abbaye renonce à ses droits de justice et les remet entre les mains de l’Intendant de Touraine.
Entre 1774 et 1786, la ville de Tours connaît un bouleversement urbanistique majeur : on perce la rue Neuve, future rue Nationale. Cette opération, qui s’accompagne de nombreuses expropriations, intéresse au premier chef l’abbaye de Saint-Julien : la rue doit en effet passer à une quinzaine de mètres à l’ouest de l’église. L’abbaye doit donc se séparer, à son corps défendant et après de longs procès, de toute la partie ouest de son enclos, là où se trouvait notamment le logis de l’aumônier appuyé sur le mur d’enceinte ainsi que de vastes jardins. L’abbaye est en outre tenue de construire en bordure de la rue, au même titre que les autres riverains, des immeubles dont la ville de Tours prend en charge l’édification des façades. Enfin, on lui réclame, comme à tous les habitants de Tours, un nouvel impôt destiné à l’entretien de la voirie. Saint-Julien s’oppose à ces décisions ; les conflits se règlent en justice, en défaveur de l’abbaye.

### Abbés, puis prieurs
- 942 - saint Odon - Premier abbé, y est mort
- 996 - Bernard
- 1006-1025 - Joseph II[19]
- 1024 - Gausbert
- 1031-1052  - Richer
- 1052 - Gerbert ou Gilbert
- 1140 - Haimerie
- 1230 - Mainard
- 1243 - Evrard
- 1259 - Jean

Abbés commendataires en 1540
- 1584 - Charles Do
- 1637 - Georges Catinat (réforme de Saint-Maur)
- 1735 - Léonard de la Croix mort du 67e et dernier abbé

Prieurs:
- 1735 -

### Dépendances
- Abbaye Saint-Pierre de Preuilly de 1006 à 1025[20]
- Prieuré Saint-Constantin de Javron fondation, possession encore(1645)[21]

### La Révolution et ses conséquences

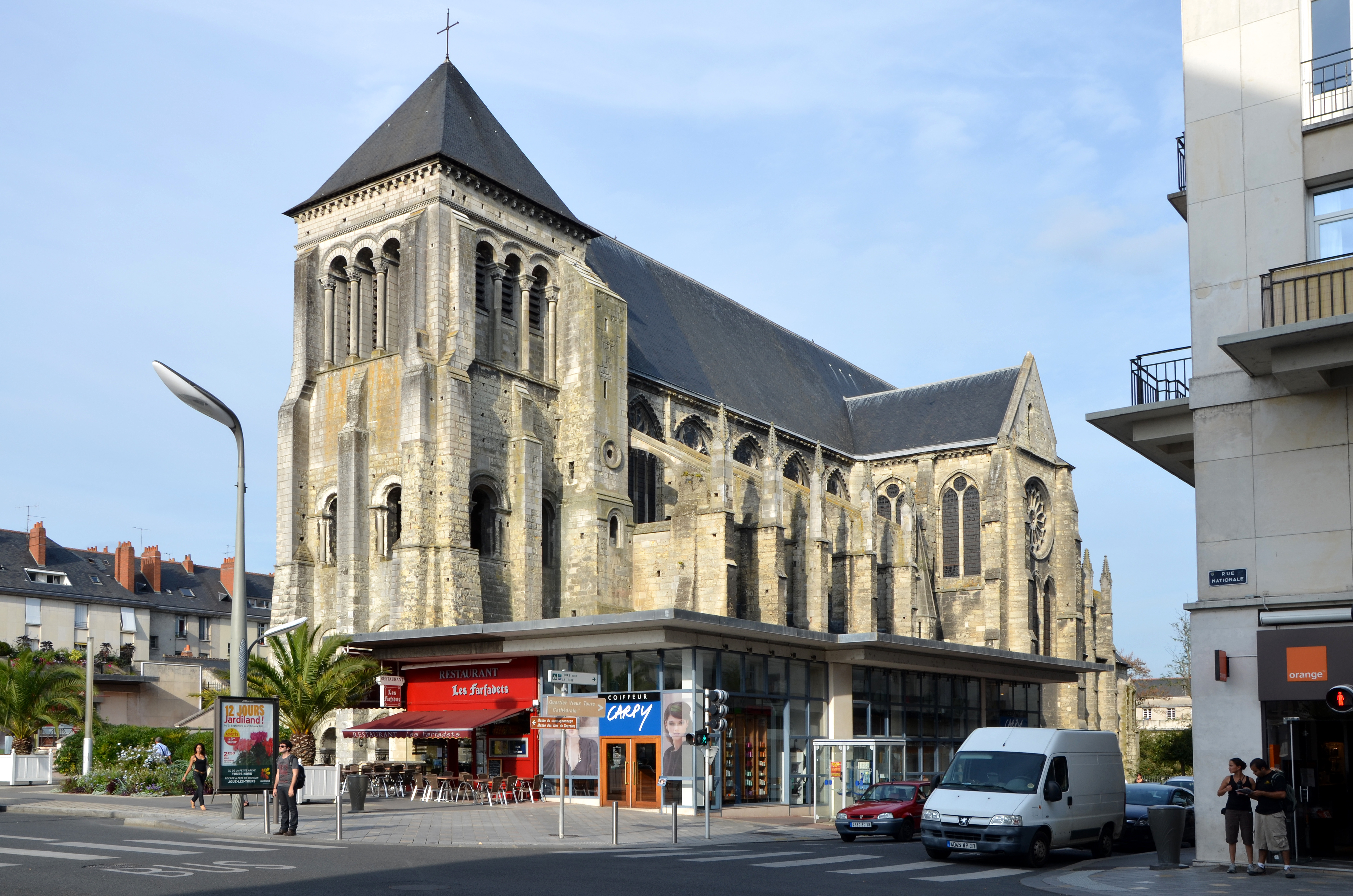
L'église Saint-Julien.

En 1790, les quelques moines restants sont dispersés et l’abbaye désaffectée. 
Bâtiments et terrains sont déclarés bien nationaux et vendus en 12 lots distincts en 1798 et 1799. Chaque propriétaire construit à sa guise murs de clôture, habitations : l’abbaye a définitivement perdu son identité.
L’église, idéalement placée à l’entrée de la ville sur la route d’Espagne, est transformée en 1816 en relais de poste sur les lignes en provenance de Paris et du Mans. On perce de larges ouvertures dans les murs de la nef, qui sert de garage, pour permettre le passage des diligences car le porche de la tour est trop étroit ; on aménage les absidioles du chœur en écuries ; le clocher est habité.
En 1828, une partie des bâtiments qui fermaient le cloître au nord est démolie pour permettre la construction du Musée d’Histoire naturelle et de l’École des Beaux-Arts, pendant du nouvel Hôtel de Ville construit dès 1777 de l’autre côté de la rue Neuve.
Pendant la période postrévolutionnaire et jusqu’à la 2e République, l’église n’a fait l’objet d’aucun entretien bien qu’elle ait été utilisée intensivement ; elle est presque en ruine lorsqu’en 1840, elle est inscrite sur la première liste nationale des Monuments Historiques par Prosper Mérimée, alors Inspecteur des Monuments Historiques. À partir de là, les choses s’accélèrent : mise en vente par son propriétaire, l’église est rachetée par l'État le 10 juillet 1846 grâce à l'aide de l’archevêque de Tours, Mgr Morlot qui a lancé une souscription ; l'architecte départemental et diocésain Gustave Guérin y engage d’importants travaux de réparation entre 1846 et 1857.  L’église présente à cette époque un aspect massif car les faîtes des nouvelles toitures de la nef et du clocher se trouvent au même niveau. 
Toutefois, les travaux de réparation et de réaménagement n’intéressent pas les abords de l’abbatiale et les habitations qui se sont construites peu à peu au contact de l’église en prenant appui sur ses murs ne sont pas détruites.

### L'abbaye remise en valeur malgré la guerre

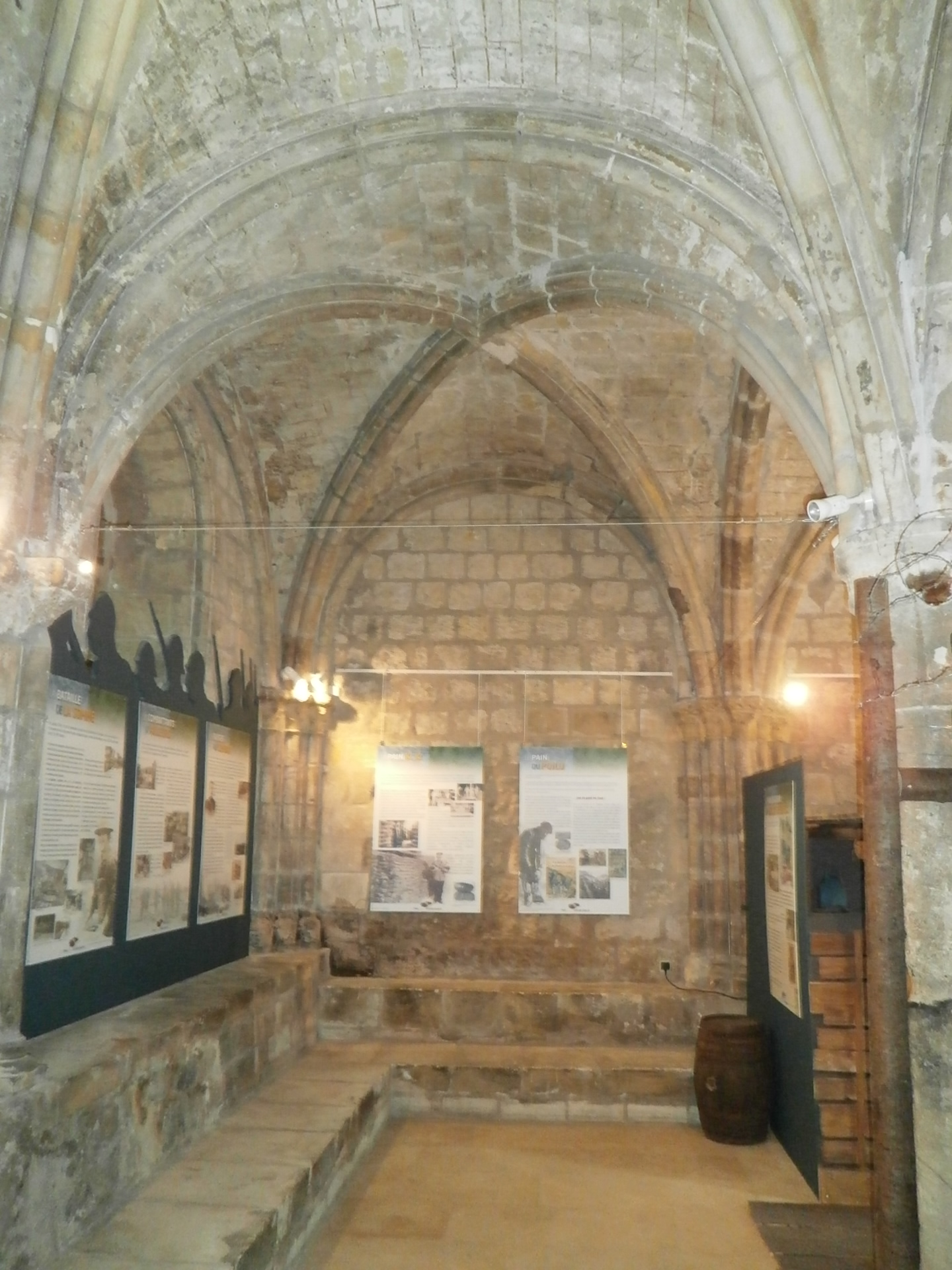
Salle capitulaire

#### La réouverture au culte
L’église Saint-Julien est rouverte au culte en 1858 et devient église paroissiale (une première pour elle) à la place de Saint-François de Paule, située dans l’aile sud de l’ancien hôtel de Beaune-Semblançay. On lui attribue une nouvelle dédicace : « Saint-Julien et Saint-François de Paule » mais, dans le langage courant, elle reste « l’église Saint-Julien ».
Parmi les dégâts subis par l’église pendant la période révolutionnaire, il faut citer la disparition des vitraux d’origine ; ceux-ci sont remplacés par de nouvelles verrières sorties des ateliers Lobin, et dont la pose s’achève en 1895.
Les quarante premières années du XXe siècle sont, pour l’église et les bâtiments monastiques survivants, une période beaucoup plus calme.

#### La seconde guerre mondiale
Bien sûr, tout change avec l’arrivée du conflit. Le 18 juin 1940, pour freiner l’avancée allemande, les autorités tourangelles font sauter la partie sud du pont de pierre dont des éclats volent alentour. Du 19 au 22 juin, un gigantesque incendie ravage tous les quartiers nord de Tours, de part et d’autre de la rue Nationale et les bâtiments de ce secteur sont victimes des obus allemands lancés depuis le coteau sur la rive droite de la Loire. Pour Saint-Julien, les dégâts sont importants :
- les anciens bâtiments monastiques situés à l’est de l’église disparaissent dans l’incendie ;
- le clocher est décapité, la toiture de la nef ainsi qu’un arc boutant fortement endommagés[27] ;
- un obus éclate dans le croisillon nord du transept ;
- La plupart des vitraux Lobin ne résistent pas.

En avril et mai 1944, c’est cette fois l’aviation alliée qui s’acharne sur la gare de chemin de fer, mais aussi sur le nord de Tours : il s’agit, en s’attaquant au pont Wilson, de désorganiser la retraite des troupes allemandes. Saint-Julien est victime de « bombes perdues » :
- les celliers et les dortoirs sont fortement endommagés ;
- les derniers vitraux de l’église volent en éclats.

## Que reste-t-il aujourd'hui de l'abbaye Saint-Julien?
Après dégagement des décombres des édifices effondrés, la réparation de l’église et des bâtiments de l’abbaye survivants commencera en 1960. Elle sera supervisée par Bernard Vitry, Architecte en chef des monuments historiques, qui se distinguera par ailleurs dans la restauration de la tour Charlemagne. Les celliers, la salle capitulaire et le dortoir des clercs seront restaurés à l’identique.
Tous les bâtiments préservés de l'ancienne abbaye sont protégés au titre des monuments historiques, selon les modalités résumées dans le tableau ci-dessous.
| Base Mérimée                         | Bâtiment                           | Date              | Protection  |
| ------------------------------------ | ---------------------------------- | ----------------- | ----------- |
| « PA00098130 », notice no PA00098130 | salle capitulaire                  | 1er mai 1923      | Classement  |
| « PA00098130 », notice no PA00098130 | bâtiments de l'aile est du cloître | 28 octobre 1940   | Inscription |
| « PA00098130 », notice no PA00098130 | sol du cloître ; dortoir           | 17 septembre 1947 | Classement  |
| « PA00098130 », notice no PA00098130 | celliers voûtés                    | 10 mai 1948       | Classement  |
| « PA00098153 », notice no PA00098153 | église Saint-Julien                | liste de 1840     | Classement  |

### L'église Saint-Julien de Tours
Dans l’église, les vitraux seront remplacés, les toitures de la nef et du clocher refaites et les maçonneries remises à neuf. L’État, propriétaire, en assure la restauration, la mise en valeur et l’entretien. L’église, débarrassée des maisons qui l’enserraient, est particulièrement bien visible depuis le sud, l’est et le nord à partir du cloître. Seul son parvis, en net contrebas de la rue Nationale, n’offre qu’une vue limitée sur le porche de la tour.
En 2004, une pierre de voûte tombe à l’intérieur de l’église, immédiatement fermée au public. S’ensuit une longue période de restaurations et de réparations qui se termine heureusement en 2011 avec la réouverture de l’édifice. En 2012, c’est au tour de la tour-porche de bénéficier d’un « lourd » chantier de restauration qui intéresse aussi bien le gros œuvre que la toiture ; d’autres travaux « d’urgence » seront faits aux arcs boutants et au croisillon du transept.
Un nouveau chantier devrait s’ouvrir prochainement : avec l’arrivée du tramway à Tours, c’est toute l’architecture du front de Loire à l’entrée de la rue Nationale qui devrait être repensée, incluant des aménagements qui dégageront la vue sur la façade de Saint-Julien.

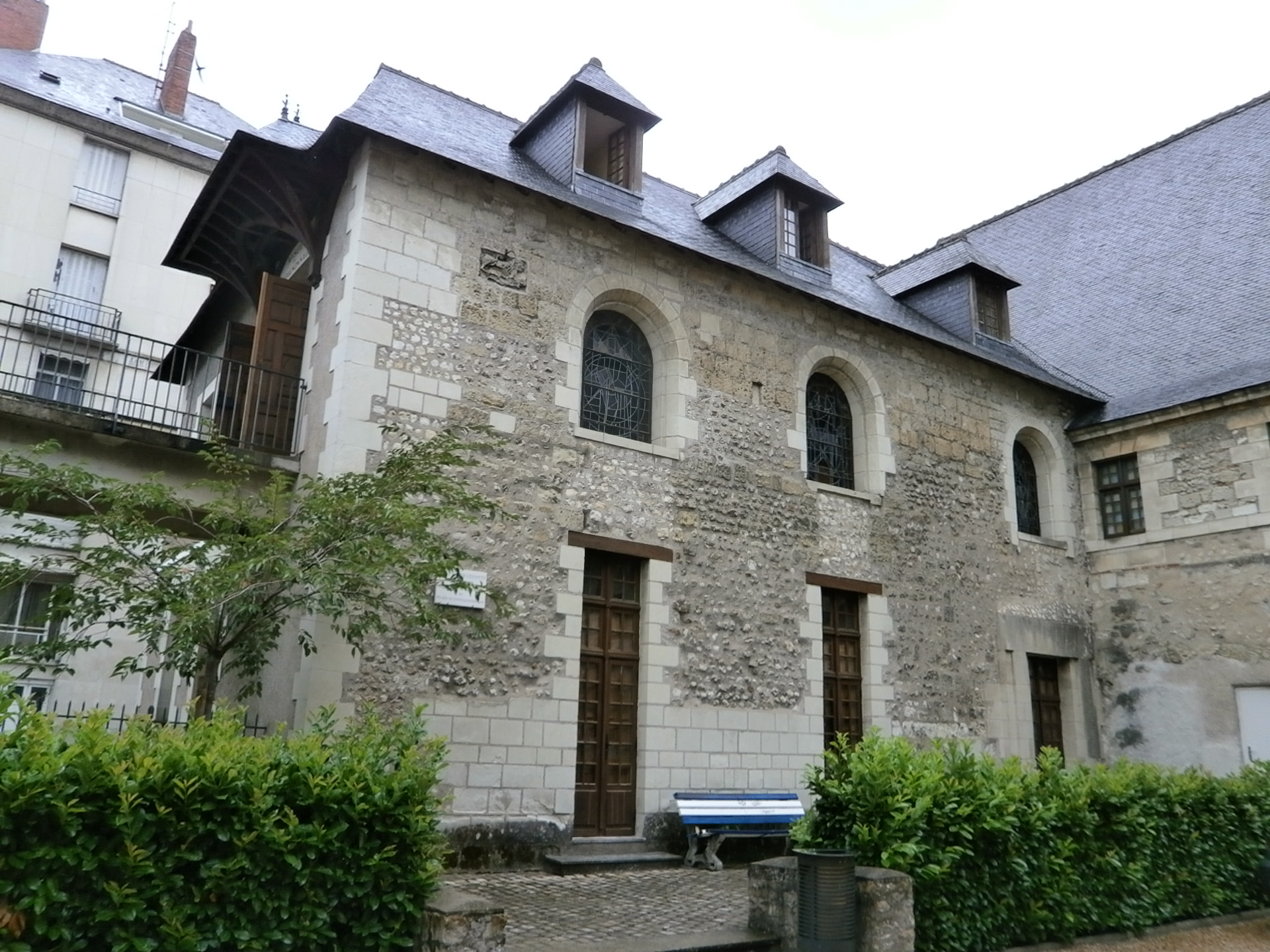
Anciens dortoirs (Musée du Compagnonnage)

### Les celliers
Ils abritent aujourd'hui le Musée des vins de Touraine. Un ancien pressoir est installé au milieu de la cour (ancien cloître).

### La salle capitulaire
Ouverte sur l'ancien cloître, elle comprend neuf travées munies voûtées en croisée d'ogives dans lesquelles Henry Auvray a conduit des fouilles. La salle capitulaire est devenue une salle d'expositions.

### Le dortoir
Le Musée du Compagnonnage est installé dans le dortoir des clercs. Ce dortoir, reconstruit au XVIe siècle, occupait l'étage situé au-dessus de la salle capitulaire, avec un retour d'angle dans l'aile nord du cloître.